# Cerberiopsis neriifolia
Cerberiopsis neriifolia är en oleanderväxtart som först beskrevs av Spencer Le Marchant Moore, och fick sitt nu gällande namn av P. Boiteau. Cerberiopsis neriifolia ingår i släktet Cerberiopsis och familjen oleanderväxter. Inga underarter finns listade i Catalogue of Life.